# Потапов, Николай Сергеевич (военный)
Николай Сергеевич Потапов (25 декабря 1925, Рязанская губерния — 8 февраля 1985, Зарайск, Московская область) — сапер разведывательной роты 1341-го стрелкового полка старшина — на момент представления к награждению орденом Славы 1-й степени.

## Биография
Родился 25 декабря 1925 года в деревне Плешки Зарайского уезда Рязанской губернии (ныне Луховицкого района Московской области). Окончил только 5 классов и по семейным обстоятельствам вынужден был пойти работать. Трудился в колхозе «Новый путь» конюхом.
В январе 1943 года был призван в Красную Армию. В запасном полку на Калининском фронте, под городом Великие Луки, прошел подготовку, стал сапёром. Весь боевой путь прошел в составе разведывательной роты 1341-го стрелкового полка 319-й стрелковой дивизии. Воевал на Калининском, 1-м и 2-м Прибалтийских, 3-м и 2-м Белорусских фронтах.
2 марта 1944 года близ деревни Давыдково ефрейтор Потапов проделал несколько проходов в минных полях противника, сняв много мин. Во время схватки с врагом истребил 5 солдат.
Приказом от 18 марта 1944 года ефрейтор Потапов Николай Сергеевич награждён орденом Славы 3-й степени.
18 июля 1944 года в составе группы захвата ефрейтор Потапов проник в тыл противника близ деревни Сухоруково и взял в плен 2 солдат, после чего прикрывал отход разведчиков. На заминированном им участке подорвались несколько мотоциклистов и бронетранспортер из отряда преследования.
Приказом от 10 августа 1944 года ефрейтор Потапов Николай Сергеевич награждён орденом Славы 2-й степени.
Весной 1945 года старшина Потапов отличился в боях за город Кенигсберг. 9 апреля 1945 года участвовал в разведывательном рейде, во время которого взял в плен 3 противников, а около 10 уничтожил из трофейного пулемета. Вместе с бойцами подорвал часть стены форта № 6, считавшегося неприступным.
Указом Президиума Верховного от 19 апреля 1945 года за исключительное мужество, отвагу и бесстрашие, проявленные в боях с вражескими захватчиками старшина Потапов Николай Сергеевич награждён орденом Славы 1-й степени. Стал полным кавалером ордена Славы.
За всю войну, несмотря на опасную специальность, ни разу не был ранен или контужен. После окончания войны служил 6 месяцев в Берлине, затем в Польше и Белоруссии. Строил дороги, ремонтировал мосты. В апреле 1948 года старшина Потапов был демобилизован.
Проживал в городе Коломна Московской области. Работал составителем поездов на Коломенском паровозостроительном заводе. С 1968 года жил в городе Зарайск той же области. Работал экспедитором на Зарайском станкостроительном заводе. Скончался 8 февраля 1985 года. Похоронен на городском кладбище города Зарайска.
Награждён орденами Славы 3-х степеней, медалями, в том числе «За отвагу».
Имя Николая Сергеевича Потапова увековечено на аллее Славы города Луховицы.